# Blue Note Classic
Blue Note Classic ist eine US-amerikanische Jazz-Reihe, die von 1979 bis 1981 aktiv verlegt wurde. In der Reihe erschienen vornehmlich unveröffentlichte Aufnahmen aus den Archiven der verantwortlichen Plattenfirma Blue Note Records und von Pacific Jazz Records. Im Jahr 2012 wurden einige der Alben auf CD wiederveröffentlicht.

## Diskographie
| Katalog-Nr. | Künstler                           | Titel                   | Releasedate | Format                                     |
| ----------- | ---------------------------------- | ----------------------- | ----------- | ------------------------------------------ |
| 4LT-990     | Grant Green                        | Solid                   | 1979        | Cass, Album                                |
| LT-987      | Lee Morgan                         | Sonic Boom              | 1979        | LP, Album                                  |
| LT-988      | Wayne Shorter                      | The Soothsayer          | 1979        | LP, Album (CD-Wiederveröffentlichung 2012) |
| LT-989      | Dexter Gordon                      | Clubhouse               | 1979        | LP, Album (CD-Wiederveröffentlichung 2012) |
| LT-990      | Grant Green                        | Solid                   | 1979        | LP, Album (CD-Wiederveröffentlichung 2012) |
| LT-991      | Donald Byrd                        | Chant                   | 1979        | LP, Album (CD-Wiederveröffentlichung 2012) |
| LT-992      | Jimmy Smith                        | Confirmation            | 1979        | LP, Album (CD-Wiederveröffentlichung 2012) |
| LT-993      | Stanley Turrentine                 | New Time Shuffle        | 1979        | LP, Album                                  |
| LT-994      | Jackie McLean                      | Consequence             | 1979        | LP, Album (CD-Wiederveröffentlichung 2012) |
| LT-995      | Hank Mobley                        | A Slice Of The Top      | 1979        | LP, Album (CD-Wiederveröffentlichung 2012) |
| LT-996      | Bobby Hutcherson                   | Spiral                  | 1979        | LP, Album (CD-Wiederveröffentlichung 2012) |
| LT-1037     | Stanley Turrentine                 | In Memory Of            | 1979        | LP, Album (CD-Wiederveröffentlichung 2012) |
| Vol. 1      | Lee Morgan                         | Sonic Boom              | 1979        | LP, Album (CD-Wiederveröffentlichung 2012) |
| Vol. 3      | Dexter Gordon                      | Clubhouse               | 1979        | LP, Album                                  |
| Vol. 5      | Donald Byrd                        | Chant                   | 1979        | LP, Album                                  |
| Vol. 10     | Bobby Hutcherson                   | Spiral                  | 1979        | LP, Album (CD-Wiederveröffentlichung 2012) |
| LT-1028     | Lou Donaldson                      | Midnight Sun            | 1980        | LP, Album                                  |
| LT-1030     | Andrew Hill                        | Dance With Death        | 1980        | LP, Album (CD-Wiederveröffentlichung 2012) |
| LT-1031     | Lee Morgan                         | Taru                    | 1980        | LP, Album (CD-Wiederveröffentlichung 2012) |
| LT-1032     | Grant Green                        | Nigeria                 | 1980        | LP, Album                                  |
| LT-1038     | Larry Young                        | Mother Ship             | 1980        | LP, Album (CD-Wiederveröffentlichung 2012) |
| LT-1044     | Bobby Hutcherson                   | Patterns                | 1980        | LP, Album (CD-Wiederveröffentlichung 2012) |
| LT-1045     | Hank Mobley                        | Thinking Of Home        | 1980        | LP, Album                                  |
| LT-1051     | Dexter Gordon                      | Landslide               | 1980        | LP, Album                                  |
| LT-1052     | Ike Quebec                         | With A Song In My Heart | 1980        | LP, Album                                  |
| LT-1054     | Jimmy Smith                        | Cool Blues              | 1980        | LP, Album                                  |
| LT-1056     | Wayne Shorter                      | Etcetera                | 1980        | LP, Album (CD-Wiederveröffentlichung 2012) |
| LT-1057     | Harold Land                        | Take Aim                | 1980        | LP, Album                                  |
| LT-1058     | Lee Morgan                         | Tom Cat                 | 1980        | LP, Album (CD-Wiederveröffentlichung 2012) |
| LT-1075     | Stanley Turrentine                 | Mr. Natural             | 1980        | LP, Album                                  |
| LT-1076     | Leo Parker                         | Rollin’ With Leo        | 1980        | LP, Album                                  |
| LT-1081     | Hank Mobley                        | Third Season            | 1980        | LP, Album                                  |
| LT-1082     | Blue Mitchell                      | Step Lightly            | 1980        | LP, Album                                  |
| LT-1085     | Jackie McLean                      | Vertigo                 | 1980        | LP, Album                                  |
| LT-1086     | Bobby Hutcherson                   | Medina                  | 1980        | LP, Album (CD-Wiederveröffentlichung 2012) |
| Vol. 4      | Grant Green                        | Solid                   | 1980        | LP, Album                                  |
| Vol. 6      | Jimmy Smith                        | Confirmation            | 1980        | LP, Album                                  |
| Vol. 7      | Stanley Turrentine                 | New Time Shuffle        | 1980        | LP, Album                                  |
| Vol. 8      | Jackie McLean                      | Consequence             | 1980        | LP, Album                                  |
| Vol. 9      | Hank Mobley                        | A Slice Of The Top      | 1980        | LP, Album                                  |
| Vol. 11     | Andrew Hill                        | Dance With Death        | 1980        | LP, Album                                  |
| Vol. 12     | Horace Silver                      | Further Explorations    | 1980        | LP, Album, Wiederveröffentlichung          |
| 4LT-1064    | Art Pepper                         | Omega Alpha             | 1981        | Cass, Album                                |
| LT-1064     | Art Pepper                         | Omega Alpha             | 1981        | LP, Album                                  |
| LT-1088     | Art Blakey and The Jazz Messengers | Africaine               | 1981        | LP, Album                                  |
| LT-1089     | Ike Quebec                         | Congo Lament            | 1981        | LP, Album                                  |
| LT-1091     | Lee Morgan                         | Infinity                | 1981        | LP, Album                                  |
| LT-1092     | Jimmy Smith                        | On The Sunny Side       | 1981        | LP, Album                                  |
| LT-1095     | Stanley Turrentine                 | Ain’t No Way            | 1981        | LP, Album                                  |
| LT-1096     | Donald Byrd                        | The Creeper             | 1981        | LP, Album (CD-Wiederveröffentlichung 2012) |
| LT-1100     | Bob Brookmeyer and Bill Evans      | As Time Goes By         | 1981        | LP, Album, Wiederveröffentlichung          |
| LT-1101     | Gerry Mulligan                     | Freeway                 | 1981        | LP, Kompilation                            |
| LT-1102     | Jean-Luc Ponty                     | Live At Donte’s         | 1981        | LP, Album                                  |
| LT-1103     | Joe Pass Quartet                   | Joy Spring              | 1981        | LP, Album                                  |
| WC 4465     | Stanley Turrentine                 | Mr. Natural             | 1981        | LP, Album                                  |
| WC 4467     | Blue Mitchell                      | Step Lightly            | 1982        | LP, Album, Wiederveröffentlichung          |
| WC 4468     | Hank Mobley                        | Third Season            | 1982        | LP, Album, Wiederveröffentlichung          |
| WC 4998     | Art Pepper                         | Omega Alpha             | 1983        | LP, Album                                  |